# NBA Development League 2011-2012
La stagione della NBA Development League 2011-2012 è stata l'undicesima edizione della NBA D-League. La stagione si è conclusa con la vittoria degli Austin Toros, che hanno sconfitto i Los Angeles D-Fenders 2-1 nella serie finale.

## Squadre partecipanti
Gli Utah Flash hanno rinunciato all'iscrizione al campionato, cessando di esistere. I New Mexico Thunderbirds si sono trasferiti a Canton in Ohio, assumendo la nuova denominazione di Canton Charge. I Los Angeles D-Fenders, dopo un anno di pausa, hanno preso parte alla nuova stagione.
- Canton Charge
- Dakota Wizards
- Erie BayHawks
- F.W. Mad Ants
- Iowa Energy
- Maine Red Claws
- S. Falls Skyforce
- Springfield Armor

- Austin Toros
- Bakersfield Jam
- Idaho Stampede
- L.A. D-Fenders
- Reno Bighorns
- R.G.V. Vipers
- Texas Legends
- Tulsa 66ers

## Classificaregular season

### East Conference
| Squadra               | V  | P  | PCT  | GB   |
| --------------------- | -- | -- | ---- | ---- |
| Springfield Armor (2) | 29 | 21 | 58,0 | -–   |
| Dakota Wizards (4)    | 29 | 21 | 58,0 | -–   |
| Erie BayHawks (5)     | 28 | 22 | 56,3 | 1,0  |
| Canton Charge (7)     | 27 | 23 | 54,0 | 2,0  |
| Iowa Energy (8)       | 25 | 25 | 50,0 | 4,0  |
| Maine Red Claws       | 21 | 29 | 42,0 | 8,0  |
| Sioux Falls Skyforce  | 15 | 35 | 29,2 | 14,0 |
| Fort Wayne Mad Ants   | 14 | 36 | 28,0 | 15,0 |

### West Conference
| Squadra                   | V  | P  | PCT  | GB   |
| ------------------------- | -- | -- | ---- | ---- |
| Los Angeles D-Fenders (1) | 38 | 12 | 76,0 | -–   |
| Austin Toros (3)          | 33 | 17 | 66,0 | 5,0  |
| Bakersfield Jam (6)       | 28 | 22 | 56,0 | 10,0 |
| Texas Legends             | 24 | 26 | 48,0 | 14,0 |
| Rio Grande Valley Vipers  | 24 | 26 | 48,0 | 14,0 |
| Tulsa 66ers               | 23 | 27 | 46,0 | 15,0 |
| Reno Bighorns             | 21 | 29 | 42,0 | 17,0 |
| Idaho Stampede            | 21 | 29 | 42,0 | 17,0 |

## Play-off

### Tabellone
|  | Quarti di finale | Quarti di finale  | Quarti di finale |              |                | Semifinali     | Semifinali | Semifinali |  |  | Finale | Finale         | Finale |
|  |                  |                   |                  |              |                |                |            |            |  |  |        |                |        |
|  | 1                | L.A. D-Fenders    | 2                |              |                |                |            |            |  |  |        |                |        |
|  | 8                | Iowa Energy       | 0                |              |                |                |            |            |  |  |        |                |        |
|  | 8                | Iowa Energy       | 0                |              | 1              | L.A. D-Fenders | 2          |            |  |  |        |                |        |
|  |                  |                   |                  |              | 1              | L.A. D-Fenders | 2          |            |  |  |        |                |        |
|  |                  | 6                 | Bakersfield Jam  | 0            |                |                |            |            |  |  |        |                |        |
|  | 4                | 6                 | Bakersfield Jam  | 0            | Dakota Wizards | 0              |            |            |  |  |        |                |        |
|  | 4                |                   |                  |              | Dakota Wizards | 0              |            |            |  |  |        |                |        |
|  | 6                | Bakersfield Jam   | 2                |              |                |                |            |            |  |  |        |                |        |
|  |                  |                   |                  |              |                |                |            |            |  |  | 1      | L.A. D-Fenders | 1      |
|  |                  |                   | 3                | Austin Toros | 2              |                |            |            |  |  |        |                |        |
|  | 2                | Springfield Armor | 1                |              |                |                |            |            |  |  |        |                |        |
|  | 7                | Canton Charge     | 2                |              |                |                |            |            |  |  |        |                |        |
|  | 7                | Canton Charge     | 2                |              | 7              | Canton Charge  | 1          |            |  |  |        |                |        |
|  |                  |                   |                  |              | 7              | Canton Charge  | 1          |            |  |  |        |                |        |
|  |                  | 3                 | Austin Toros     | 2            |                |                |            |            |  |  |        |                |        |
|  | 3                | 3                 | Austin Toros     | 2            | Austin Toros   | 2              |            |            |  |  |        |                |        |
|  | 3                |                   |                  |              | Austin Toros   | 2              |            |            |  |  |        |                |        |
|  | 5                | Erie BayHawks     | 1                |              |                |                |            |            |  |  |        |                |        |

### NBA D-League Finals
Gara 1
| Austin 24 aprile 2012 | Austin Toros | 101 – 109 (d.1t.s.) referto | Los Angeles D-Fenders | Cedar Park Center |

Gara 2
| El Segundo 26 aprile 2012 | Los Angeles D-Fenders | 93 – 113 referto | Austin Toros | Toyota Sports Center |

Gara 3
| El Segundo 28 aprile 2012 | Los Angeles D-Fenders | 110 – 122 referto | Austin Toros | Toyota Sports Center |

| Campione NBA Development League 2011-2012 |
| ----------------------------------------- |
| Austin Toros 1º titolo                    |

## Statistiche
| Categoria             | Giocatore         | Squadra                  | Stat |
| --------------------- | ----------------- | ------------------------ | ---- |
| Punti per gara        | Blake Ahearn      | Reno Bighorns            | 23,8 |
| Rimbalzi per gara     | Marcus Lewis      | Tulsa 66ers              | 12,7 |
| Assist per gara       | Walker Russell    | Fort Wayne Mad Ants      | 9,9  |
| Palle rubate per gara | Dominique Coleman | Sioux Falls Skyforce     | 2,2  |
| Stoppate per gara     | Hassan Whiteside  | Reno Bighorns            | 3,0  |
| FG%                   | Greg Smith        | Rio Grande Valley Vipers | 66,8 |
| FT%                   | Blake Ahearn      | Reno Bighorns            | 96,2 |
| 3FG%                  | Andre Ingram      | Los Angeles D-Fenders    | 54,5 |

## Premi NBA D-League
- Most Valuable Player: Justin Dentmon, Austin Toros
- Coach of the Year: Eric Musselman, Los Angeles D-Fenders
- Rookie of the Year:  Edwin Ubiles, Dakota Wizards
- Defensive Player of the Year: Stefhon Hannah, Dakota Wizards
- Impact Player of the Year: Eric Dawson, Austin Toros
- Most Improved Player: Kenny Hayes, Maine Red Claws
- Executive of the Year: David Higdon, Bakersfield Jam
- Sportsmanship Award: Moses Ehambe, Iowa Energy
- All-NBDL First Team
  - Blake Ahearn, Reno Bighorns
  - Justin Dentmon, Austin Toros
  - Greg Smith, Rio Grande Valley Vipers
  - Malcolm Thomas, Austin Toros / Los Angeles/Rio Grande Valley
  -  Edwin Ubiles, Dakota Wizards
- All-NBDL Second Team
  - Eric Dawson, Austin Toros
  - Jeff Foote, Springfield Armor
  - Courtney Fortson, Los Angeles/Rio Grande Valley
  - Marcus Lewis, Tulsa 66ers
  - Elijah Millsap, Los Angeles D-Fenders
- All-NBDL Third Team
  - Morris Almond, Maine Red Claws
  - Brandon Costner, Los Angeles D-Fenders
  - Dennis Horner, Springfield Armor
  - Jerry Smith, Springfield Armor
  - Sean Williams, Texas Legends